# شبيهات عدسيات العيون
شبيهات عدسيات العيون (الاسم العلمي:†Phacopina) هي رتيبة منقرضة من ثلاثيات الفصوص تتبع رتبة نظيرات عدسيات العيون.

## التصنيف
- فوق فصيلة الدالمانينات
  - فصيلة الدالمانيات (مفصليات)
    - جنس الدالمانية (مفصليات)
- فوق فصيلة الأكاستينات
  - فصيلة الأكاستيات
    - جنس الأكاست
    - جنس شوكية الردف